# 0% Financiación
0% Financiación o financiamiento del cero por ciento, también conocido como financiación descontada, es una táctica de marketing ampliamente utilizada para atraer compradores de bienes de consumo, automóvil, bienes raíces, o tarjetas de crédito en diferentes partes del mundo.

## Definición
Para el comprador, el plan se ofrece como un regalo, sin ningún interés (económico) cobrado durante un periodo específico, sujeto a términos o condiciones especiales.

## Las Matemáticas detrás del 0% de finanzas
Las matemáticas financieras detrás del esquema de financiación del 0% son algo complejas, ya que el cálculo difiere respecto al tipo de producto y el  país. Estas ofertas son ofrecidas por compañías financieras o bancos en conjunto con un fabricante o una red de distribuidores. Los planes ofrecen financiación de "cero por ciento", donde un cliente paga el coste de financiación de forma indirecta. El costo indirecto incluirá el pago de una tarifa de procesamiento, una cantidad significativa en concepto de EMIs anticipados (cuota mensual equivalente), así como un pago inicial mínimo efectivo. A menudo, el mayor costo puede implicar la pérdida de un descuento por pronto pago que de otro modo podría estar disponible en una compra en efectivo.
Supongamos que un cliente optó por una financiación del 0% para comprar un dispositivo electrónico por valor de 1.000 dólares, ofrecido en un plazo de EMIs de 6 meses, con una tarifa de procesamiento de solicitud de $50 y un mes de EMI por adelantado. Esta venta en realidad resulta en una Tasa de interés efectiva del 12.48% para el cliente.
Varios bancos centrales han reaccionado fuertemente a los esquemas de tasas de interés de cero por ciento o de descuento y quieren que se detengan, ya que sienten que estos esquemas engañan a los consumidores haciéndoles creer que la financiación bancaria es gratuita. Los esquemas sirven para atraer y explotar a clientes vulnerables.
Muchos acuerdos cobran intereses sobre el precio total, retroactivo a la fecha de compra original, si la deuda restante no se liquida antes del final del periodo de crédito gratuito. Se ha sugerido que los proveedores de crédito dificulten intencionalmente los acuerdos de pago y aprovechen la expectativa de los consumidores de que se les recordará lo suficiente para invocar esta cláusula y generar ingresos . Además, también se ha observado que en compras de mayor valor, como ofertas de automóviles, los costes de la financiación del 0% se compensan subiendo el precio del artículo.